# Frans Haara
Frans Haara, född 12 mars 2004 i Haparanda, är en svensk professionell ishockeyspelare som spelar för Skellefteå AIK i SHL.

## Klubbar (i urval)
- Skellefteå AIK J20, J20 Nationell (2021/2022 - 2023/2024)
- Skellefteå AIK, SHL (2022/2023 -)